# Педерсен, Терезе
Терезе Педерсен (норв. Terese Pedersen; род. 27 апреля 1980, Саннефьорд) — норвежская гандболистка, вратарь, трёхкратная чемпионка Европы

## Карьера

### Клубная
Воспитанница школ клубов «Сандар», «Ларвик», «Рунар». Выступала в своей карьере за «Тертнес», «Рандерс», «Хипо Нидеростеррайх». С 2011 по 2014 годы выступала за «Бьосен». По окончании сезона 2013/2014 объявила о завершении карьеры.

### В сборной
Дебютировала 3 августа 2004 в матче против Швеции. Провела 82 игры, трижды становилась чемпионкой Европы в 2004, 2006, 2008 годах, завоёвывала серебряные в 2007 году и бронзовые медали в 2009 году на чемпионатах мира.